# Micronodule
En médecine, un micronodule est une formation anormale, plus ou moins arrondie et aux contours bien limités qui mesure moins de 10 mm de diamètre et qui est généralement décelée seulement par la radiographie.
Au-delà de 10 mm, il s’agit plutôt d’un nodule.
Dans le cas d’une tuberculose, les micronodules sont souvent nombreux et disséminés à l'ensemble des deux champs pulmonaires, formant ainsi une image multi-micronodulaire spécifique d’une miliaire pulmonaire (à noter que d’autres problèmes, telle qu’une silicose, peuvent aussi causer des problèmes similaires).